# Pilosocereus brasiliensis
Pilosocereus brasiliensis är en kaktusväxtart som först beskrevs av Nathaniel Lord Britton och Joseph Nelson Rose, och fick sitt nu gällande namn av Curt Backeberg. Pilosocereus brasiliensis ingår i släktet Pilosocereus och familjen kaktusväxter.

## Underarter
Arten delas in i följande underarter:
- P. b. brasiliensis
- P. b. ruschianus